# Новоселище (Запорізький район)
Новосе́лище — село в Україні, у Широківській сільській громаді Запорізького району Запорізької області. Населення становить 88 осіб. До 2016 орган місцевого самоврядування — Августинівська сільська рада.

## Географія
Село Новоселище знаходиться на відстані 0,5 км від села Августинівка.

## Історія
12 червня 2020 року, відповідно до Розпорядження Кабінету Міністрів України від № 713-р «Про визначення адміністративних центрів та затвердження територій територіальних громад Запорізької області», увійшло до складу Широківської сільської громади.
19 липня 2020 року, в результаті адміністративно-територіальної реформи та ліквідації колишнього Запорізького району(1965-2020), село увійшло до складу новоутвореного Запорізького району.